# Gavin Maxwell

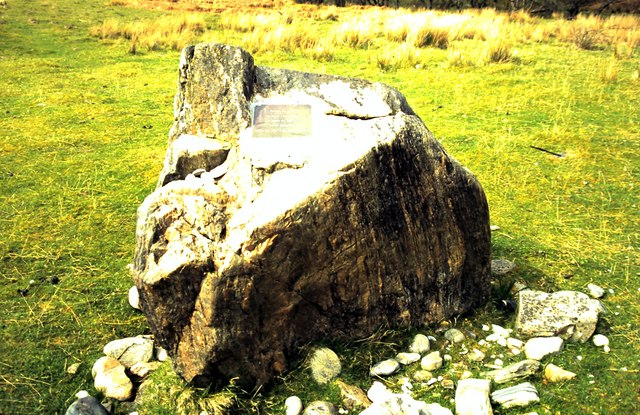
Maxwells Grab

Gavin Maxwell (* 15. Juli 1914 bei Mochrum, Wigtown, Schottland; † 7. September 1969 in Inverness, Inverness-shire, Schottland) war ein schottischer Schriftsteller, Ausbilder der britischen nachrichtendienstlichen Spezialeinheit Special Operations Executive und leidenschaftlicher Hobby-Naturforscher und Naturschützer, der besonders durch seine Arbeit mit Fischottern bekannt wurde. Die in den irakischen Sümpfen lebende – heute ungültige – Unterart des Indischen Fischotters Lutrogale perspicillata maxwelli wurde nach ihm benannt. Im Jahr 1960 erschien sein Werk Ring of Bright Water –, ein weltweiter Bestseller.  Es wurde 1969 mit Bill Travers und Virginia McKenna in den Hauptrollen unter dem Titel Mein Freund, der Otter verfilmt.

## Veröffentlichungen
- Ring of Bright Water.  Longmans, Green & Co., London 1960.
  - Deutsche Ausgabe: Ein Ring aus Wasser. Meine Jahre an Schottlands wilder Westküste. Mit einem Nachwort von Robert Macfarlane. Aus dem Englischen übersetzt von Iris Hansen und Teja Schwaner. Blessing Verlag, München 2021, ISBN 978-3-89667-665-8.